# Rue Aviateur-Le-Brix
La rue Aviateur-Le-Brix est une voie marseillaise située dans le 9e arrondissement de Marseille.

## Situation et accès
Cette rue qui mesure 781 mètres de long pour 12 mètres de large, débute rue Augustin-Aubert et se termine boulevard Michelet.
Cette voie en équerre située dans le quartier de Sainte-Marguerite longe de nombreuses résidences privées dont celle du Parc Sévigné.

## Origine du nom
La rue doit son nom à Joseph Le Brix (1899-1931), marin français et pilote de l’aviation maritime 

## Historique
La voie prend sa dénomination actuelle par délibération du Conseil municipal du 23 juillet 1937, et à la suite de la demande des habitants du quartier. Elle s'est aussi appelée « Rue Le-Brix ».

## Bâtiments remarquables et lieux de mémoire
- Au numéro 2 se trouve le collège Coin-Joli Sévigné.